# Józef Szmidt
Józef Szmidt (Bytom, 1935. március 28. – 2024. július 29.) olimpiai és Európa-bajnok lengyel atléta, hármasugró.

## Pályafutása
1958-ban érte el pályafutása első jelentős sikerét, amikor is a stockholmi Európa-bajnokságon aranyérmesként zárt. Két évvel később, 1960-ban vett részt első alkalommal az olimpiai játékokon. Hetekkel az olimpia előtt megdöntötte a szovjet Oleg Fjodoszejev világrekordját. Rómában két versenyszámban is elindult. Józef tagja volt a négyszer százas lengyel váltónak, mellyel már az előfutamokon kiesett. A hármasugrás számában már a selejtezők alatt több olimpiai rekordot is ugrott, a döntőben pedig 
új olimpiai csúccsal szerezte meg a győzelmet. Ebben az évben őt választották az év lengyel sportolójának.
1962-ben újfent Európa-bajnok lett, majd az 1964-es tokiói olimpián megvédte címét, és megdöntötte négy évvel korábban felállított olimpiai rekordját.
1968-ban vett részt utoljára az olimpiai játékokon. Mexikóvárosban bejutott ugyan a döntőbe, de ott csak hetedik lett, Viktor Szanejev pedig éppen ekkor döntötte meg Józef 1960-ban ugrott világrekordját.
Bátyja, Edward Szmidt szintén sikeres atléta volt.

## Egyéni legjobbjai
- 100 méteres síkfutás - 10,4 s (1961)
- Hármasugrás - 17,03 méter (1960)